# Claire Aho
Claire Anita Aho (roz. Brofeldt; 2. listopadu 1925 Helsinky – 29. listopadu 2015 Stockholm) byla finská fotografka a průkopnice finské barevné fotografie.

## Životopis
Claire Aho byla vnučka spisovatele Juhani Aho a dcera malíře Vennyho Soldan-Brofeldta Heikki Aho. Její matka byla manželka Heikki Aho, rozená litevská tanečnice Dinah Selkina. Jejich syn Jussi Brofelt udržuje odkaz rodiny Aho organizací výstav o celoživotním díle jejich dědečka. Studovala na Vysoké škole sociálních věd, kde získala novinářský titul.
Aho začala svou kariéru ve 40. letech 20. století. Vyučila se ve filmové produkční společnosti Aho &amp; Soldan, kterou vlastnil její otec a strýc. Pracovala jako redakotorka pro reklamní a filmový časopis.  Natáčela olympijské hry v Helsinkách a při práci v letech 1952–1962  pro Warner Pathé News vnikla do pronajaté oblasti Porkkala, když ji Sovětský svaz vrátil Finsku. Fotografovala módní snímky pro několik ženských časopisů, včetně Eevaa a Hopepeilii. Snímky Carity Järvisen, které pořídila, jsou v zahraničních muzeích.
Práce fotografky skončila v 60. letech, kdy se změnil styl oboru. Aho chvíli vedla Gallerii Beckan , ale v roce 1974 se přestěhovala do Stockholmu a pracovala mimo jiné pro časopis Ruotinssuomalainen, Nordiska museet a Hufvudstadsbladet jako redaktorka zpravodajských fotografií. 
V roce 2010 byly autorčiny snímky vystaveny na výstavě Helsinki 1968 v Helsinkách v galerii Virka a na jejích webových stránkách. Aho na fotografiích vypráví o každodenním životě obyvatel Helsinek a byly k vidění poprvé od roku 1968. Z výstavy vyšla i kniha. V květnu 2011 byly autorčiny snímky vystaveny umělecké galerii Helsinki.  The Photographers' Gallery v Londýně hostila od dubna do července 2013 autorčinu výstavu pod názvem Studio Works. Na výstavě byly její fotografie z 50. až 70. let 20. století.
V roce 2014 byl fotografce přiznán umělecký důchod. V červenci 2014 vyšlo dílo Aho & Soldan: Helsinki v barvách 50. let, které napsal novinář a spisovatel Eino Leino a vydalo nakladatelství Gummerus. Aho zemřela při požáru ve svém domě ve Stockholmu v listopadu 2015.
Peter von Bagh režíroval dokument Lastuja - století umělecké rodiny o rodině Aho. 